# Legend of the Black Shawarma
Legend of the Black Shawarma è il settimo album in studio del gruppo psy-trance Infected Mushroom, pubblicato il 9 giugno 2009 da Rocket Science.

## Il disco
L'album prende il nome dallo shawarma, panino tipico della cucina mediorientale, l'equivalente del kebab in Turchia o il gyros in Grecia. Il titolo è stato ispirato anche dallo Shawarma Hazan, un ristorante di shawarma dove Amit ed Erez hanno l'abitudine di mangiare nella loro città natale, Haifa.

## Tracce
CD (Rocket Science ADM101140X)
Testi e musiche di Infected Mushroom.
1. Poquito mas – 3:39
2. Saeed – 7:03
3. End of the Road – 6:47
4. Smashing the Opponent – 4:09 – (Voce: Jonathan Davis dei Korn)
5. Can't Stop – 7:23
6. Herbert the Pervert – 7:17
7. Killing Time – 3:04 – (Voce: Perry Farrell)
8. Project 100 – 9:38
9. Franks – 8:05
10. Slowly – 9:00
11. The Legend of the Black Shawarma – 7:11
12. Riders on the Storm – 4:29 (The Doors) – (remix del brano dei The Doors)

Durata totale: 77:45

## Formazione
- Erez Eisen - composizioni
- Amit Duvdevani - composizioni
- Tom Cunningham - chitarra
- Jonathan Davis - voce
- Rogerio Jardim - batteria
- Jeff McMillian - copertina
- Paul Oakenfold - produttore esecutivo
- Brian Porizek - direttore artistico

## Classifiche
| Classifica | Posizione massima |
| ---------- | ----------------- |
| Messico    | 55                |